# Детелина Борисова
Вижте пояснителната страница за други личности с името Детелина.
Детелина Кирилова Борисова е български политик от ГЕРБ (кмет на община Стражица и заместник областен управител на област Велико Търново).

## Биография
Родена е на 5 април 1972 година. Завършва Стопанска академия „Димитър А. Ценов“ в Свищов със специалност „Финансов мениджмънт“, както и Университета по архитектура, строителство и геодезия в София.

### Професионална кариера
В периода от 1992 до 2001 година работи по инвеститорския контрол на строителни обекти в „Тасладжа“ ЕООД, а от 2001 до 2002 година е заместник-управител на дружеството. В периода от 2005 до 2006 година е проектант в ЕТ „Десислава – Ст. Борисов“. От 2007 до 2009 година е строителен инженер, а от 2009 до 2011 година е проектант на свободна практика. От началото на 2011 година до октомври с.г. е главен експерт във Велико Търново на отдел „Контрол“ от Басейнова дирекция „Дунавски район“.
След кметуването (2011-2015) е началничка на район във ВиК „Йовковци“.

### Политическа кариера
През 2011 година Детелина Борисова е избрана за кмет на Стражица, издигната от партия ГЕРБ.
На местните избори на първи тур получава 20,88 %, втора след Румен Павлов от ДПС, който получава 24,61 %. На балотажа побеждава с 51,39 %.
Заместник областен управител е на област Велико Търново от май 2017 г.